# Biftek
Biftek (ang. beefsteak) je 150 do 500 g težak kos mesa. Pečen v ponvi ali na žaru. Praviloma je iz goveje pljučne pečenke. 
Glede na stopnjo pečenja se ločijo na:
| Temp. | Opis                                                                       | Slovensko                       | Angleško             | Nemško                            | Francosko |
| ----- | -------------------------------------------------------------------------- | ------------------------------- | -------------------- | --------------------------------- | --------- |
|       | neobdelan                                                                  | surovo                          | raw, blue            | roh, blau                         | bleu      |
| 37 °C | zunanja stran je hitro popečena, jedro pa je hladno, rahlo toplo in rdeče  | zelo surovo                     | very rare, blue rare | sehr roh, sehr blau               | très crue |
| 47 °C | zunanja stran je sivkasto rjava, jedro pa rahlo toplo                      | krvavo, angleški način          | rare                 | blutig, leicht gebraten, englisch | saignant  |
| 52 °C | zunanja stran je sivkasto rjava, jedro je rdeče in postane proti robu roza | srednje surovo                  | medium rare          | halb durch bis blutig             |           |
| 57 °C | jedro je vroče in rdeče in ima pečen rob                                   | rožnato ali na pol pečeno       | medium               | halb durch(gebraten)              |           |
| 62 °C | zunanja stran je dobro pečena, jedro pa je rahlo roza                      | skoraj prepečen, rahlo prepečen | medium well          | fast durch(gebraten)              | à point   |
| 74 °C | meso je znotraj in zunaj dobro prepečeno                                   | prepečeno                       | well-done            | (gut) durchgebraten               | bien cuit |

Biftek se postreže z bogato zelenjavno prilogo.